# Grans esperances (pel·lícula de 2012)
Grans esperances (originalment en anglès, Great Expectations) és una adaptació cinematogràfica britànicoestatunidenca de 2012 de la novel·la homònima de Charles Dickens de 1861. La pel·lícula va ser dirigida per Mike Newell, amb el guió adaptat de David Nicholls, i protagonitzada per Jeremy Irvine, Helena Bonham Carter, Holliday Grainger, Ralph Fiennes i Robbie Coltrane. S'ha doblat i subtitulat al català.
Nicholls va adaptar el guió després que els productors Elizabeth Karlsen i Stephen Woolley li demanessin que hi treballés, amb qui havia treballat a And When Did You Last See Your Father?. Newell va demanar a Helena Bonham Carter que aparegués com a Miss Havisham i va acceptar el paper després d'alguna reflexió inicial, mentre que Irvine es va veure intimidat inicialment per la idea d'aparèixer a la pantalla com a Pip.
La pel·lícula es va estrenar al Festival Internacional de Cinema de Toronto.